# Господин Холмс
Господин Холмс (енгл. Mr. Holmes) је филмска мистерија из 2015. године, режисера Билија Кондона, заснован на роману Господин Холмс: Нерешена мистерија који је написао Мич Калин и који укључује лик Шерлока Холмса. У филму глуме Ијан Макелен као Холмс, Лора Лини као његова домаћица госпођа Манро и Мајло Паркер као њен син Роџер. Смештен првенствено током његове пензије у Сасексу, филм прати 93-годишњег Холмса који покушава да се сети детаља свог последњег случаја, борећи се са ослабљеним менталним моћима.
Главно снимање почело је 5. јула 2014. у Лондону. Филм је приказан ван конкуренције на 65. Берлинском међународном филмском фестивалу, а премијеру је имао 7. фебруара 2015. године.
Филм је објављен у британским биоскопима 19. јуна 2015, а у Сједињеним Државама 17. јула исте године.

## Радња
Године 1947, одавно пензионисани Шерлок Холмс, стар 93 године, живи у сеоској кући у Сасексу са својом домаћицом госпођом Манро, иначе удовицом, и њеним малим сином Роџером. Након што се управо вратио са путовања у Хирошиму, Холмс почиње да користи биљку бодљикавог јасена коју је тамо набавио како би покушао да побољша своје све слабије памћење. Несрећан због Вотсонове фикционализације његовог последњег случаја он се нада да ће написати сопствени извештај, али има проблема да се присети догађаја. Док Холмс проводи време са Роџером, показујући му како да се брине о пчелама на пчелињаку сеоске куће, он почиње да цени Роџерову радозналост и интелигенцију и развија очинску наклоност према њему.
Временом, Роџерово подстицање помаже Холмсу да се сети случаја (приказан у флешбековима); он зна да је некако погрешио, јер је то резултовало његовим повлачењем из детективског посла. Скоро 30 година раније, након што се Први светски рат завршио, а Вотсон се оженио и напустио Улицу Бејкер 221б, Томас Келмот је пришао Холмсу како би сазнао зашто се његова жена Ен отуђила од њега након што је претрпела два побачаја. Холмс је пратио Ен по Лондону и посматрао је како се наизглед спрема да убије свог мужа – фалсификује чекове на име свог мужа и уновчава их, утврђује детаље о његовом тестаменту, купује отров, плаћа човека и проверава распоред возова. Холмс је, међутим, закључио њене праве намере: да направи надгробне споменике за њу и њену побачену децу (човек којег је платила био је клесар) а затим да се убије. Суочавајући се с њом, Холмс је признао да је имао иста осећања усамљености и изолације, али су му његове интелектуалне активности биле довољне. Ен је питала Холмса да ли могу заједно да поделе терет своје усамљености. Холмс је био у искушењу, али јој је уместо тога саветовао да се врати свом мужу. Просула је отров на земљу, захвалила Холмсу и отишла. Холмс је касније сазнао да је Ен успела да се убије тако што је закорачила испред надолазећег воза. Окривљујући себе, повукао се и пао у дубоку депресију. Вотсон се накратко вратио да би бринуо о њему и, откривајући детаље случаја, преправио трагедију у успех.
Друга серија флешбекова говори о Холмсовом недавном путовању у Јапан, где је срео наводног обожаваоца по имену Тамики Умезаки који му је рекао о предностима бодљикавог јасена. У ствари, Умезаки је довео Холмса у Јапан како би се суочио са њим. Годинама раније, Умезакијев отац је отишао у Енглеску послом и никада се није вратио – у писму је објаснио да га је велики детектив Шерлок Холмс убедио да остане тамо и заборави породицу у Јапану. На Умезакијево разочарење, Холмс му је отворено рекао да је његов отац вероватно само желео нови живот за себе и да никада није срео тог човека.
У садашњости, госпођа Манро постаје незадовољна својим послом док Холмс постаје немоћан и тежак за бригу. Његова блискост са њеним сином Роџером је још један извор напетости – под Холмсовим утицајем, дечак постаје незадовољан ниским статусом своје породице и све више се удаљава од своје једва писмене мајке. Госпођа Манро прихвата посао у хотелу у Портсмуту, и планира да одведе Роџера и тамо да ради. Роџер не жели да ради тамо и не жели да напусти Холмса, и то говори својој мајци. Касније, Холмс открива Роџера како лежи без свести у башти, прекривен убодима инсеката. Док је дечак хитно пребачен у болницу, госпођа Манро оптужује Холмса да не брине ни за шта осим за себе и своје пчеле, и спрема се да спали пчелињак. Холмс је зауставља, схвативши да су кривци заправо осе; Роџер је пронашао оближње гнездо и покушао да га поплави да би заштитио пчелињак, те су осе навалиле на њега. Холмс и госпођа Манро заједно спаљују гнездо, а затим се враћају у болницу док се Роџер враћа свести. Док седе у чекаоници, Холмс говори госпођи Манро да је био превише уплашен и себичан да би се отворио Ен Келмот и пружио јој утеху која јој је била потребна. Он жели да она и Роџер остану у његовом животу и каже јој да ће наследити његово имање након његове смрти.
Код куће, Холмс пише своје прво белетристично дело: писмо Умезакију, у којем му говори да је његов отац био храбар, частан човек који је тајно и ефикасно радио за Британску империју. Док Роџер почиње да учи своју мајку како да се брине о пчелама, Холмс опонаша традицију коју је видео да се практикује у Хирошими: слаже прстен од камења који ће служити као место где може да се присети вољених које је изгубио током година.

## Улоге
| Глумац          | Улога             |
| --------------- | ----------------- |
| Ијан Макелен    | Шерлок Холмс      |
| Лора Лини       | госпођа Манро     |
| Мајло Паркер    | Роџер Манро       |
| Хиројуки Санада | Тамики Умезаки    |
| Хати Морахан    | Ен Келмот         |
| Патрик Кенеди   | Томас Келмот      |
| Колин Старки    | доктор Џон Вотсон |
| Џон Сешонс      | Мајкрофт Холмс    |
| Сара Кроуден    | госпођа Хадсон    |